# The Stone Roses
The Stone Roses est un groupe de rock alternatif britannique, originaire de Manchester, en Angleterre. Formé en 1983, il est l'un des groupes du mouvement madchester et du courant baggy. Malgré une carrière perturbée par un différend avec leur premier label et une discographie se résumant à deux albums studio, ils demeurent l'un des groupes britanniques les plus influents des années 1980 et 1990. Le groupe se sépare en 1996.
Le 18 octobre 2011, le groupe se réunit lors d'une conférence de presse à Londres et annonce sa reformation avec trois concerts en juin et juillet 2012 à Manchester, suivis d'une tournée mondiale et peut-être d'un nouvel album.

## Biographie

### Débuts (1983–1988)
Originaires du quartier de Timperley, dans la banlieue sud de Manchester, le guitariste John Squire et son ami d'enfance Ian Brown (alors bassiste) forment The Patrol au début des années 1980, en compagnie d'Andy Couzens (chant et guitare) et Simon Wolstencroft (batterie),. Lorsqu'en 1984 un promoteur de concerts de Stockholm leur propose de se produire à l'étranger ils se rebaptisent The Stone Roses. Ian Brown hérite du micro et le groupe recrute un nouveau bassiste, Pete Garner.
Alan Wren, dit Reni, remplace Wolstencroft (futur batteur de The Fall) avant l'enregistrement de leur premier single, So Young, produit par Martin Hannett. Le disque est édité en 1985 par le petit label Thin Line, The Stone Roses enregistrent alors un album complet avec le producteur mancunien, mais ajournent sa sortie. Il ne verra le jour que dix ans plus tard et sans l'accord du groupe, sous le titre Garage Flower. Andy Couzens quitte les Stone Roses en 1986, il formera par la suite The High. À partir de 1987 ils s'éloignent de leurs influences punk, leur second single, Sally Cinnamon, réalisé par le label FM Revolver, est le premier exemple de cette évolution de style. Le groupe est pris en main par le manager Gareth Evans, propriétaire du night-club Manchester International, concurrent de The Haçienda, la boîte de nuit du label Factory Records. La formation évolue de nouveau avec le départ de Pete Garner, puis l'arrivée du bassiste Gary Mounfield, dit Mani.
En 1988 le quatuor s'engage avec Silvertone Records, Elephant Stone, leur nouveau single, est produit par Peter Hook de New Order. Le quatuor sillonne pour la première fois le pays en novembre. Ils se forgent une attitude mêlant morgue et décontraction, élaborent progressivement un look (coupes au bol et pantalons baggy) et une identité visuelle. Des motifs inspirés du dripping du peintre américain Jackson Pollock apparaissent sur les pochettes de leurs disques et ornent les guitares de John Squire.

### Premier album et succès (1989–1991)
Le single Made of Stone est désigné single de la semaine par l'hebdomadaire New Musical Express au début de l'année 1989. Vers avril, et mai 1989,, Silvertone Records édite leur premier album qui porte leur nom, The Stone Roses, produit par John Leckie. Il est bien accueilli par la presse spécialisée, obtient la 32e place dans les charts britanniques,. Le journaliste Bob Stanley, futur membre du groupe Saint Etienne, chronique le disque dans le numéro du Melody Maker paru le 29 avril 1989 en ces termes : « C'est tout simplement le meilleur premier album que j'aie jamais entendu depuis que j'achète des disques. Oubliez tout le reste. Oubliez d'aller au boulot demain ».
Quatre mille fans se pressent à l'Empress Ballroom de Blackpool le 12 août 1989 pour assister au premier concert de grande envergure donné par le groupe. Ils jouent aussi à l'Alexandra Palace de Londres le 18 novembre. Le single Fools Gold, resté célèbre pour son rythme funky et son long solo de guitare wah-wah, obtient à son tour le titre de single de la semaine dans le NME du 18 novembre. Malgré son format (le morceau dure près de dix minutes) il se classe à la huitième place des charts britanniques. Les Stone Roses interprètent le morceau à Top of the Pops, l'émission accueille également les Happy Mondays, qui viennent alors de sortir leur EP Madchester Rave On. Avec les Happy Mondays et 808 State, les Stone Roses deviennent le symbole de la nouvelle scène de Manchester. Le phénomène madchester, rencontre du rock indépendant et des rythmes dance popularisés par l'explosion de l'acid house durant l'été 1989, reste principalement cantonné au Royaume-Uni.
Devant le succès de l'album, les premiers singles sont réédités au cours de l'année 1990. Le single inédit One Love se classe dans le Top 5, au sommet de leur popularité les Stone Roses attirent près de 30 000 spectateurs lors du concert géant donné le 27 mai dans la zone industrielle de Spike Island, une première pour un groupe indépendant. The Stone Roses annulent leur tournée américaine, prévue pour l'été 1990, la dynamique du groupe est brisée par un différend avec le label Silvertone Records, qui les oblige à garder le silence durant cinq ans. Pour répondre à la demande du public le label doit se contenter de sortir successivement trois nouveaux extraits de l'album, I Wanna Be Adored, Waterfall et I Am the Resurrection. Une compilation de faces-B voit ensuite le jour en 1992, l'absence de nouvelles chansons n'empêche pas Turns Into Stone d'atteindre la 32e place des charts britanniques.

### Second Cominget séparation (1992–1996)
Dégagée de son contrat avec Silvertone, la formation signe ensuite chez Geffen Records, qui le 5 décembre 1994 édite enfin leur second album, intitulé Second Coming,,. Après plusieurs années d'attente le disque, l'album est accueilli de manière mitigée par la presse spécialisée et le public britanniques, qui sont sur le point de succomber à une nouvelle génération de groupes et au mouvement Britpop. Néanmoins les singles extraits de l'album, Love Spreads et Ten Storey Love Song, atteignent respectivement la seconde et la onzième place des charts britanniques ; alors que Second Coming se classe dans le Top 5 au Royaume-Uni et à la 47e place aux États-Unis. Surfant sur la vague, le label Silvertone édite l'année suivante The Complete Stone Roses, une nouvelle compilation de singles, qui se hisse à la 4e place des ventes, puis Garage Flower constitué de vieux enregistrements inédits datant de 1985 et rejetés par le groupe.
Le batteur Reni quitte The Stone Roses avant que le groupe reparte sur les routes, il est remplacé par Robbie Maddix. La nouvelle formation annule une tournée britannique prévue pour le printemps 1995, The Stone Roses figurent au programme du festival de Glastonbury, mais leur prestation est finalement annulée quand le guitariste John Squire se brise la clavicule lors d'une journée de repos durant la tournée américaine. Tous ces incidents et reports suscitent l'incompréhension du public, d'autant que le groupe privilégie l'Europe, les États-Unis et le Japon alors qu'ils ne se sont plus produits au Royaume-Uni depuis cinq ans. La tournée du retour a finalement lieu fin 1995, et s'effectue à guichets fermés, tous les billets ayant été vendus en une journée. Elle se termine au Wembley Stadium le 29 décembre.
La fin du groupe est précipitée par le départ du guitariste et compositeur John Squire, annoncé en mars 1996. Il est remplacé par le musicien de studio Aziz Ibrahim, les Stone Roses engagent également le claviériste Nigel Ippinson, mais le départ de deux des membres fondateurs aura raison du groupe en quelques mois. Slash (ex-Guns N'Roses) est un temps pressenti pour intégrer le groupe, mais son recrutement ne se fera finalement pas. John Squire fondera par la suite The Seahorses. Le chanteur Ian Brown se lance dans une carrière solo alors que le bassiste Gary Mounfield rejoint Primal Scream.
Ian Brown puise volontiers dans le répertoire de son ancien groupe lorsqu'il se produit sur scène, entretenant l'espoir des fans. Plusieurs membres des Stone Roses ayant joué ou étant apparus ensemble lors de concerts, des rumeurs de reformation ont circulé au cours des dernières années, mais ne se sont pas concrétisées avant 2011.

### Post-Roses (1997–2010)
Encore aujourd'hui les critiques et le public britannique considèrent l'album The Stone Roses comme l'un des disques rock les plus marquants de l'histoire. Dans un sondage effectué en 1993 auprès des lecteurs du NME, le disque se classa cinquième ; dix ans plus tard, il est élu « meilleur album de tous les temps » devant Doolittle des Pixies et l'album Pet Sounds des Beach Boys. En 2006, un nouveau vote le désigne « meilleur album britannique » devant The Queen Is Dead des Smiths et Definitely Maybe, le premier album d'Oasis. En 2004 le sondage de The Observer auprès d'un panel de journalistes et de musiciens élit lui aussi The Stone Roses « finest British album of all time » 
Le label Silvertone profite de leur popularité pour commercialiser une édition spéciale de l'album The Stone Roses, enrichie d'extraits vidéo, dix ans après sa sortie initiale. En 2002 le label confie à A Guy Called Gerald, 808 State ou encore Paul Oakenfold le soin de remixer douze morceaux du groupe, les nouvelles versions sont éditées sur The Remixes, qui sera suivi d'une nouvelle compilation intitulée The Very Best Of The Stone Roses, classée dans le Top 20 lors de sa sortie. Enfin, un DVD rassemblant un concert donné à Blackpool, des clips vidéo et des apparitions télévisées est édité en 2004. À l'occasion du vingtième anniversaire de sa sortie, le premier album du groupe est réédité le 10 août 2009 en quatre éditions : vinyle, CD (vinyle replicas), coffret double CD + DVD (Live at the Empress Ballroom, Blackpool, 1989), et coffret triple CD, triple vinyles, et clé USB.

### Retour, nouvelles chansons et seconde séparation (2011-2017)

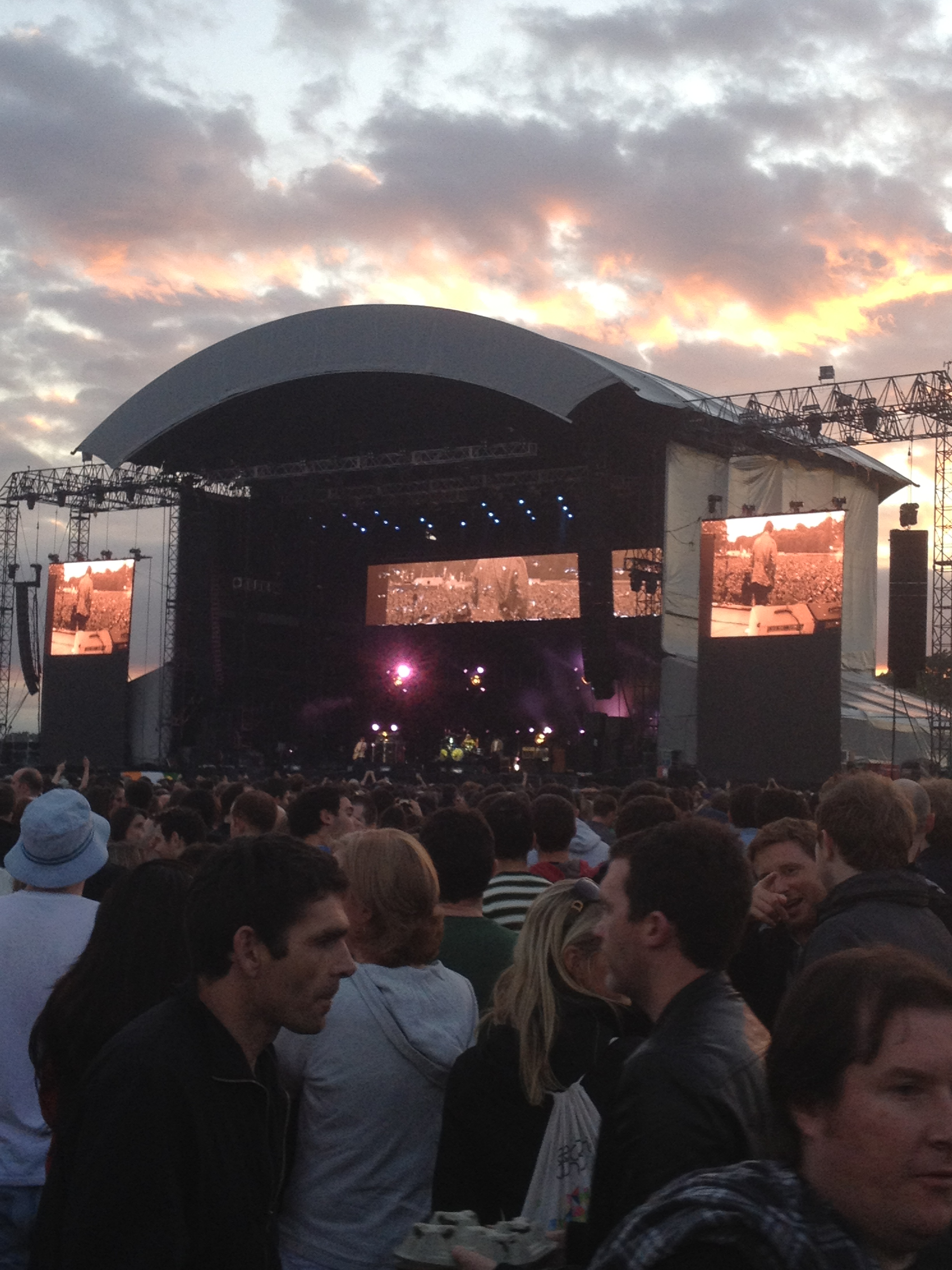
Les Stone Roses à Dublin, pendant leur tournée de réunion en 2012.

Les quatre membres originaux du groupe (Ian Brown, John Squire, Gary « Mani » Mounfield, et Alan « Reni » Wren) annoncent le 18 octobre 2011, lors d'une conférence de presse à Londres, que le groupe se reformerait pour entamer une tournée mondiale, dont les trois premiers concerts auront lieu à Manchester, les 29, 30 juin et 1er juillet 2012, à Heaton Park. Les 220 000 billets prévus pour les trois soirs s'arrachent en un peu plus d'une heure, ce qui en fait à ce jour la vente la plus rapide de l'histoire du rock anglais .
De nouvelles dates de festivals et de concerts ont été annoncées : Hulstfred Festival en Suède, NorthSide Festival au Danemark, Southside Festival et Hurricane Festival en Allemagne, une unique date en France aux Nuits de Fourvière à Lyon, un concert au Phoenix Park de Dublin, T in the Park Festival en Écosse, Optimus Alive! festival au Portugal, Festival International de Benicasim en Espagne, Fuji Rock Festival au Japon, Sziget Festival en Hongrie et le Øya Festival en Norvège. La sortie d'un troisième album n'a pas été exclue par le chanteur, Ian Brown. Le 10 décembre 2011, le groupe annonce avoir signé avec Universal Music et Columbia Records. Un documentaire réalisé par Shane Meadows intitulé The Stone Roses: Made of Stone et sorti le 5 juin 2013 au Royaume-Uni, retrace la reformation du groupe ainsi le début de leur tournée européenne jusqu'à leurs trois concerts à Heaton Park.
Le lundi 2 novembre 2015, le groupe annonce trois nouveaux concerts. Deux tout d'abord les 17 et 18 juin 2016 à l'Etihad Stadium de Manchester et un troisième le 8 juillet au festival écossais T in the Park. Le jeudi 12 mai 2016 voit la publication d'un nouveau single baptisé All for One ; il s'agit du premier publié par le groupe depuis 22 ans,. Il sera suivi par Beautiful thing, un second single sort un mois plus tard.
Le 24 juin 2017, les Stone Roses jouent au Hampden Park à Glasgow. À cette performance, Ian Brown adresse à la foule un message : « Ne soyez pas triste que ça soit fini, soyez heureux que ça se soit fait », ce qui mène à des rumeurs selon lesquelles ils auraient effectué leur dernier concert. Séparation définitivement confirmée par John Squire à l'occasion d'un entretien avec le quotidien the Guardian publié le 16 septembre 2019.

## Discographie

### Albums studio
- 1989 : The Stone Roses
- 1994 : Second Coming

### Singles
- 1985 : So Young
- 1987 : Sally Cinammon (FM Revolver - réédité par Silvertone en janvier 1990)
- 1988 : Elephant Stone (réédité en mars 1990)
- 1989 : Made of Stone (réédité en mars 1990)
- 1989 : She Bangs the Drums (réédité en mars 1990)
- 1989 : Fools Gold (réédité en septembre 1990)
- 1990 : One Love
- 1991 : I Wanna Be Adored
- 1992 : Waterfall
- 1992 : I Am The Resurrection
- 1992 : Love Spreads
- 1995 : Ten Storey Love Song
- 1995 : Fools Gold '95
- 1995 : Begging You
- 1999 : Fools Gold '99
- 2016 : All for One

### Compilations
- 1992 : Compact Disc Singles Collection (coffret 8 CD, Silvertone)
- 1992 : Turns Into Stone (Silvertone)
- 1995 : The Complete Stone Roses (Silvertone)
- 1996 : Garage Flower (Silvertone)
- 2000 : The Remixes (Silvertone)
- 2002 : The Very Best of the Stone Roses (Silvertone)

### Vidéo
- The Stone Roses (DVD, juin 2004, BMG)